# Heynea
Heynea is een geslacht uit de familie Meliaceae.  De soorten komen voor in tropisch Azië en Zuid-China.

## Soorten
- Heynea trijuga Roxb. ex Sims
- Heynea velutina F.C.How & T.C.Chen

... · 
Aglaia · 
Azadirachta · 
Carapa · 
Khaya · 
Lansium · 
Melia · 
Sandoricum · 
Trichilia · 
Xylocarpus · 
...